# حصل يا سعادة البيه (فلم)
فيلم مصري كوميدي تم عرضه في 1 يناير 1991 مدة الفيديو 93 دقيقة وهو من تاليف ممدوح فهمي وإخراج ناصر حسين ومحمود حسنين

## قصة الفيلم
تدور احداث الفيلم عن رجل ميسور الحال يعمل كحانوتي ومتزوج من ثلاث نساء لا هم لهن إلا تنغيص حياته يطلب من ابنه العمل معه فيرفض فيطرده من المنزل

## طاقم العمل

### أبطال الفيلم
| اسم الممثل       | دوره                          |
| ---------------- | ----------------------------- |
| سعيد صالح        | (محروس خشبه ضرغام)            |
| نجوى فؤاد        | (رجاء - صاحبة نادى الفيديو)   |
| سوزان صالح       | (نرجس خشبه ضرغام)             |
| جمال إسماعيل     | (المعلم خشبه ضرغام - الحانوتى |
| وفاء شهاب        | (دلال)                        |
| برديس            | (سنية الأولى)                 |
| عهدي صادق        | (بؤجه - صبى الحانوتى)         |
| إحسان القلعاوي   | (ام دلال)                     |
| نعيمة الصغير     | (ام محروس - ساقطة القيد)      |
| سعيد طرابيك      | (هيصة)                        |
| علاء زينهم       | (فلفل)                        |
| خالد الصاوي      | (الدكتور عمر)                 |
| فاطمة شوشة       | (الثانية - أم نرجس)           |
| إبراهيم صابر     | (جالس بالقهوة)                |
| صلاح يحيى        | (أرتوبللى - فراش المكتب)      |
| أحمد حافظ        | (الزوج)                       |
| عبد المنعم النمر | (مدير المستشفى)               |
| أنور حسونة       | (صاحب الكفن)                  |
| متولي علوان      | (أحد المودعين)                |

### الإخراج
| الإخراج        | دوره             |
| -------------- | ---------------- |
| ناصر حسين      | (مخرج)           |
| محمود حسنين    | (مخرج)           |
| مجدي عبد العال | (مساعد مخرج ثان) |
| سيد توفيق      | (كلاكيت)         |

### الإنتاج
| الانتاح      | دوره           |
| ------------ | -------------- |
| فوزي إبراهيم | (منتج)         |
| فتحي الحداد  | (مدير الإنتاج) |
| طلعت السيد   | (مساعد منتج)   |

### معمل
| معمل            | دوره           |
| --------------- | -------------- |
| صلاح عبد الحليم | (مدير المعمل)  |
| محمد مميش       | (مصحح الألوان) |

### تصوير
| تصوير        | دوره           |
| ------------ | -------------- |
| سامح رمزي    | (مساعد المصور) |
| علي خير الله | (مدير التصوير) |

### أدوار متعددة
| أدوار متعددة | دوره                    |
| ------------ | ----------------------- |
| ممدوح فهمي   | (قصة وسيناريو وحوار)    |
| محمد هاشم    | (مونتير)                |
| عامر الصباح  | (موزع)                  |
| فاروق سلامة  | (ألحان وموسيقى تصويرية) |
| سيد علي      | (ريجيسير)               |
| سيد محمد     | (ماكيير)                |

## وصلات خارجية
- مقالات تستعمل روابط فنية بلا صلة مع ويكي بيانات
- حصل ياسعادة البيه على موقع الدهليز
- حصل ياسعادة البيه على موقع شاهد فور
- حصل ياسعادة البيه على موقع عناكب نت
- حصل ياسعادة البيه على موقع الخل